# 一汽・森雅M80
森雅 M80（セニア M80、英: XENIA M80、Senya M80）は、トヨタ自動車とダイハツ工業が共同開発し、一汽吉林汽車が製造・販売していた7人乗り小型ミニバンである。

## 概要
2015年の総販売台数は、1,589台だった。